# HMS P222
HMS P222 là một tàu ngầm Lớp S được Hải quân Hoàng gia Anh chế tạo trong Chiến tranh thế giới thứ hai. Nó được biên chế vào năm 1942 và thực hiện nhiệm vụ tuần tra đầu tiên tại Biển Alboran. Vào tháng 7 cùng năm, P222 đánh chặn thành công tàu buôn SS Mitidja của Phát xít Pháp. Chỉ một tháng sau, con tàu tiếp tục tham gia nhiệm vụ bảo vệ cho đoàn tàu vận tải của phe Đồng Minh trong Chiến dịch Pedestal, với nhiệm vụ thu hút sự chú ý của máy bay địch bằng cách di chuyển nổi trên mặt nước. Mục tiêu của kế hoạch này nhằm gây áp lực và ngăn chặn các tàu chiến mặt nước của đối phương nếu chúng có ý định tấn công đoàn tàu vận tải. Tuy nhiên, P222 chưa từng đối đầu trực tiếp với lực lượng địch trong suốt chiến dịch này. Vào ngày 8 tháng 11, con tàu tham gia trinh sát dọc bờ biển Algérie để chuẩn bị cho Chiến dịch Bó đuốc. Trong quá trình thực hiện nhiệm vụ, nó bị một tàu tuần tra của Pháp tấn công, nhưng may mắn không bị thiệt hại.
Ngày 30 tháng 11, P222 rời Gibraltar để thực hiện nhiệm vụ tuần tra ngoài khơi biển Naples, Ý. Tuy nhiên, con tàu không quay lại cảng Algiers như theo kế hoạch. Cùng khoảng thời gian này, tàu phóng ngư lôi Fortunale của Ý thông báo rằng họ đã đánh đắm một tàu ngầm bằng bom chìm tại phía đông nam đảo Capri vào ngày 12 tháng 12. Dựa trên báo cáo của Ý, đây được coi là giả thuyết hợp lý nhất về nguyên nhân mất tích của P222, mặc dù việc con tàu thực sự bị đánh chìm vẫn chưa được xác nhận chính thức.

## Thiết kế và chế tạo
Lớp tàu ngầm S được thiết kế để phục vụ các nhiệm vụ tuần tra tại những vùng biển hạn chế như Biển Bắc và Địa Trung Hải. Trong đợt đóng thứ ba, các tàu thuộc lớp này được cải tiến về kích thước và hỏa lực so với các tàu thuộc đợt thứ hai. P222 có trọng lượng choán nước 865 tấn Anh (879 t) khi nổi và 990 tấn Anh (1.010 t) khi lặn, với chiều dài chung 217 foot (66,1 m), mạn thuyền rộng 23 foot 9 inch (7,2 m) và tầm nước tối đa 14 foot 8 inch (4,5 m). Thủy thủ đoàn tiêu chuẩn gồm 48 sĩ quan và thủy thủ. Tàu có khả năng lặn sâu tối đa 300 foot (91,4 m).
P222 được trang bị hai động cơ diesel với tổng công suất 950 mã lực phanh (708 kW), mỗi chiếc dẫn động một trục chân vịt. Khi tàu lặn, mỗi trục chân vịt được vận hành bằng một động cơ điện công suất 650 mã lực (485 kW). Tàu có tốc độ tối đa 15 hải lý trên giờ (28 km/h; 17 mph) khi nổi và 10 hải lý trên giờ (19 km/h; 12 mph) khi lặn. Khi đi trên mặt nước, tàu có tầm xa hoạt động 6.000 hải lý (11.000 km; 6.900 mi) ở tốc độ 10 hải lý trên giờ (19 km/h; 12 mph), và 120 hải lý (220 km; 140 mi) ở tốc độ 3 hải lý trên giờ (5,6 km/h; 3,5 mph) khi đi ngầm dưới nước.
Chiếc tàu ngầm được trang bị sáu ống phóng ngư lôi cỡ 21 inch đặt ở mũi tàu, kèm theo sáu ngư lôi dự trữ, nâng tổng số ngư lôi mang theo lên 12 quả. Ngoài ra, tàu có khả năng hoán đổi ngư lôi để mang thủy lôi khi cần. P222 còn được trang bị một khẩu pháo boong cỡ 3 inch (76 mm).  Hệ thống cảm biến bao gồm sonar ASDIC kiểu Type 129AR hoặc Type 138, cùng radar cảnh báo tầm xa loại Type 291 hoặc Type 291W.

## Lịch sử hoạt động
P222 được đặt hàng như một phần của Chương trình Hải quân năm 1940 và được đặt lườn tại xưởng đóng tàu của hãng Vickers Armstrong tại Barrow-in-Furness vào ngày 4 tháng 4 năm 1940. Tàu được hạ thủy vào ngày 20 tháng 9 năm 1941. Ngày 2 tháng 5 năm 1942, nó rời xưởng đóng tàu để đến Holy Loch và chính thức được biên chế vào hải quân hai ngày sau đó, vào ngày 4 tháng 5. Do bị mất tích trước khi kịp được đặt tên chính thức, con tàu chỉ được biết đến với số hiệu "P222". Sau khi hoàn tất quá trình huấn luyện, P222 được triển khai đến Elderslie, Scotland vào ngày 25 tháng 5, rồi tiếp tục hành trình đến Vịnh Kames vào ngày 1 tháng 6. Từ ngày 2 đến 12 tháng 6, tàu tham gia các cuộc diễn tập ngoài khơi sông Clyde, sau đó cùng tàu HMS Unruffled khởi hành đến Gibraltar và cập cảng vào ngày 23 tháng 6.
Ngày 29–30 tháng 6, P222 tham gia các hoạt động huấn luyện ngoài khơi Gibraltar cùng một số tàu chiến của Hải quân Hoàng gia. Ngày 2 tháng 7, tàu khởi hành cho chuyến tuần tra đầu tiên tại Biển Alboran và quay về vào ngày 10 tháng 7. Sau một số đợt huấn luyện bổ sung, ngày 18 tháng 7, P222 tiếp tục rời cảng Gibraltar để thực hiện nhiệm vụ tuần tra ngoài khơi bờ biển phía tây đảo Sardegna. Tuy nhiên, đến ngày 23 tháng 7, tàu nhận được chỉ thị mới, yêu cầu chuyển hướng để chặn tàu buôn Pháp SS Mitidja gần khu vực Cape Palos, Tây Ban Nha. Ba ngày sau, nó bắt giữ thành công SS Mitidja, và con tàu này được HMS Wrestler hộ tống về Gibraltar. P222 kết thúc nhiệm vụ tuần tra thứ hai khi trở về cảng Gibraltar vào ngày 28 tháng 7.
Vào ngày 2 tháng 8, P222 rời Gibraltar để tuần tra tại eo biển Sicilia, đồng thời được phân công nhiệm vụ hộ tống đoàn tàu tiếp tế trong Chiến dịch Pedestal của Anh đến Malta. Ngày 13 tháng 8, P222 cùng bảy chiếc tàu ngầm khác của Hải quân Hoàng gia được lệnh di chuyển lộ thiên trên mặt nước để hộ tống đoàn tàu tiếp tế. Mục tiêu của kế hoạch là tạo sức ép tâm lý và ngặn chặn các tàu chiến mặt nước của địch nếu có ý định tấn công đoàn tàu vận tải. Mặc dù trong suốt nhiệm vụ, P222 không đụng độ trực tiếp với bất kỳ lực lượng địch nào, song toàn bộ chiến dịch Pedestal được đánh giá là một thành công chiến lược quan trọng của Anh. Sau khi hoàn thành nhiệm vụ, P222 trở lại Gibraltar vào ngày 22 tháng 8.
Khi kết thúc đợt tuần tra từ ngày 1 đến 19 tháng 9, P222 tham gia trinh sát dọc theo các bãi đổ bộ ở phía đông Oran, Algérie để phục vụ cho chiến dịch tiến công của quân Đồng Minh vào Bắc Phi. Đến ngày 8 tháng 11, P222 bị một tàu quét mìn lớp Élan của Phát xít Pháp tấn công. Chiếc tàu đối phương này đã thả nhiều quả bom chìm với mục đích tiêu diệt P222, nhưng may mắn không quả bom nào trúng đích và gây thiệt hại. P222 quay trở về cảng vào ngày 19 tháng 11 năm 1942.
P222 tham gia tuần tra ngoài khơi Napoli vào ngày 30 tháng 11. Con tàu vẫn phát điện tín đến ngày 7 tháng 12, sau đó mất liên lạc hoàn toàn. Vào ngày 21 tháng 12, nó được báo cáo quá hạn kế hoạch đến cảng Algiers như dự kiến. Cùng với đó, tàu phóng ngư lôi Fortunale của Ý thông báo đánh đắm một tàu ngầm bằng bom chìm tại khu vực phía đông nam đảo Capri vào ngày 12 tháng 12. Đây là nguyên nhân hợp lý nhất được đưa ra cho sự mất tích của P222, song chưa có xác nhận chính thức. Đồng thời, một thợ lặn nghiệp dư người Bỉ cho biết đã phát hiện xác tàu gần mũi Cape Negro, Tunisia; tuy nhiên, nguồn tin này vẫn chưa được chứng thực. Dù vậy, các tín hiệu liên lạc ghi nhận từ P222 đã cho thấy rõ con tàu di chuyển theo hải trình men theo bờ biển phía nam đảo Sardegna, nên không thể xuất hiện tại vùng biển Tunisia.